# Есток
|  |  |

Есток (фр. «estoc» - «штовхати», англ. «tuck») — прямий  меч  у «півтори руки» з ко́лючими властивостями. Основне завдання меча – пробивання кольчуги або латів. 

## Опис
Довгий, прямий і жорсткий меч, з ромбовим або трикутним поперечним перерізом. У естока не було ріжучого леза, тільки вістря. Екземпляри естоків з Польщі мають понад 1.57 м довжини, з довжиною клинка 1.32 м (див. кончар), проте, середній розмір естока становив 1.17 м довжини та 0.91 см довжини клинка.
Поперечний переріз клинка був майже рівностороннім трикутником або чотирикутником, з відносно тупими кутами (>60°). Така геометрія клинка позбавила його ріжучих властивостей, але дозволила зробити клинок довгим, жорстким, і дуже гострим. Спочатку есток носили без піхв, підвішуючи або біля сідла вершника, або на поясі у пішого воїна. Але з часом, піхотинці почали носити есток в піхвах.
Більшість варіантів естока мали довгий ефес, на зразок ефеса дворучних мечів, хоча інші повторювали довгу п'яту та вторинну гарду типу «кабанячі ікла», що також були характерні для клинків цвайхандерів. Як і на дворучних мечах, ця розширене руків'я надавало перевагу щоб точніше і сильніше колоти. Деякі інші форми естоків мали кільця для пальців, викривлену гарду, або інші форми складеного ефеса. Деякі естоки мали певну подобу повного ефесу типу «кошик».

## Історія естока
Паралельно із розвитком обладунків розвивалась і холодна зброя. З удосконаленням обладунку стало зрозуміло, що ріжуча зброя втратила свою ефективність, і внаслідок цього поширенішою стала холодна зброя із дроблячою дією – типу булав, сокир тощо. Крім того, більшого поширення набула зброя з колючою дією, яка могла пройти скрізь кільця кольчуги або знайти щілини у пластинчатому обладунку. Довгі клиноподібні мечі могли також використовуватися як спис, у випадку, коли боєць з якоїсь причини позбувся свого списа на полі бою. Як своєрідний підсумок використання клиноподібних мечів як колючої зброї з’явився есток. 
Тук - англійська версія слова. Багато хто вважає тук попередником рапіри, але більш імовірно, що рапіра швидше була наслідком поєднання характеристик еспади, цивільного меча, з ефективним і більш легким туком, внаслідок чого з'явилася рапіра.
Есток був досить ефективною зброєю. Довге, пряме лезо було дуже твердим через що ним можна було фехтувати однією рукою, а друга рука могла використовуватися для захоплення леза, або для нанесення ще сильнішого уколу обома руками.
Проте, більшість естоків були дворучними, і для їх використання застосувавалась або техніка «напівмеча» або дворучна техніка (обидві руки на ефесі). 